# Иранска кинематографија
Термин иранска кинематографија односи се на игране филмове и филмску индустрију Ирана насталу након револуције 1979. године (за разлику од „фарси филма“ - فیلم‌فارسی 
који означава популарне филмове настале пре револуције по угледу на запад).
Филмска индустрија Ирана настала је 1900. године с првом камером увезеном из Француске. Специфична иранска кинематографија развијала се током 20. века. Појава „Нове кинематографије“ (синема мотафавет – سینما متفاوت) током 60-их и 70-их година прошлог века значила је прекретницу у развоју иранске кинематографије, баш као и револуција 1979. године. Током 80-их година филмска индустрија била је под јаким верским утицајем, да би од 90-их почела да ужива растуће интересовање на међународној сцени. Ирански филмови често освајају награде на бројним међународним фестивалима широм света, а поред тога у многим земљама се организују фестивали посвећени искључиво иранском филму.

## Историјат

### Зачеци иранске кинематографије
Прва камера стигла је у Иран само пет година након што су је браћа Лимијер изумела. Мирза Ебрахим Кан (Акас Баши), лични фотограф шаха Музафар ад-Дина Каџара, посетио је јула 1900. године Светску изложбу у Паризу и остао одушевљен пројекцијом представљеном током изложбе. Шах му је наложио да прибави све што је потребно како би и у Ирану могли приказивати филмове. Акас Баши је уредно набавио сву опрему потребну за снимање и пројектовање филма, и месец дана након Светске изложбе снимио свој први филм – шахову посету Фестивалу цвећа у Белгији. Исте године отворен је први биоскоп назван „Синема Сули“ („Биоскоп Сунце“) на другом спрату француске католичке школе у Табризу, но због недостатка нових филмова за приказивање биоскоп је затворен неколико година касније.
Пар година након Акас Башија на сцену ступа други пионир иранског филма Кан Баба Мотазеди. Он је снимио значајну количину историографског материјала, те је 1904. године организована прва јавна пројекција у собичку иза антикварнице Мирзе Ебрахим Кана Шахаф Башија. Следеће, 1905 године, Шахаф Баши отвара први биоскоп у Авенији Чераг Газ у иранској престоници Техерану. Недуго потом и други љубитељи филма покушавају да отворе своје биоскопе, но након Уставотворне револуције (1905-1911) они губе подршку и њихови биоскопи бивају затворени. Након 1912. године поново се отварају биоскопи, а Ованес Оханијан (en) (иранско-јерменски сниматељ, изумитељ, лекар и научник) 1925. године успева да у Техерану отвори прву филмску школу у Ирану у којој су се у наредних пет година подучавали глума и наступи.
Од 1926. године у Техерану ради први прави биоскоп под именом „Биоскоп Иран“. Године 1929. у Иран стиже и прва кинематографска камера, а већ 1930. године Техеран има више од 15 биоскопа, док их је у другим покрајинама било укупно 11.

### Тридесете и четрдесете године 20. века
До 1930. године у Ирану није снимљен ниједан филм. Биоскопи су приказивали стране филмове, тек понекад титловане на персијски језик.
1930. године Ованес Оханијан снима први ирански неми филм под називом „Аби и Раби“. Три године касније снимио је и свој други филм „Хаџи-ага“, а исте, 1933. године Кан Бахадур Ардешир Ирани режира први звучни ирански филм „Лурска девојка“ („Дохтар-е Лур“), за који је сценарио написао и у њему глумио Абдолхосеин Сепанта. Филм је још познат и под називом „Иран јучерашњи и Иран данашњи“, а произведен је под окриљем „Империјалне филмске компаније“ у Бомбају. Филм је приказиван у два биоскопа у Техерану – „Мајак“ и „Сепах“. Реакције и одзив на које је овај филм наишао отвориле су пут ка снимању других иранских филмова.
Абдолхосеин Сепанта је у неколико наредних година режирао филмове „Фирдуси“ 1934. године (о животу најчувенијег иранског песника, а поводом прославе хиљадугодишњице његовог рођења), „Ширин и Фархад“ 1935. године (по класичној персијској љубавној причи), „Црне очи“ 1936. године (по причи о Надер Шаховом походу на Индију), и „Лејла и Маџнун“ 1937. године (по традиционалној љубавној причи налик на „Ромеа и Јулију“). Велики успех ових филмова изазвао је страх од губитка тржишта код дистрибутера страних филмова који су и даље били далеко више приказивани, те је су се постарали да Сепанти буде онемогућено да настави да ради у Ирану. Као резултат, до 1947. године у Ирану није снимљен ни један играни филм.
Поред тога, прилике у земљи и политичка превирања у периоду између 1936. и 1948. године, оштра цензура и учешће у Другом светском рату, довели су до стагнације у иранској кинематографији. Важно је нагласити да у то време филмови још увек нису били доступни широј јавности будући да је неколицина биоскопа који су постојали у Техерану и неколико већих иранских градова била на располагању искључиво племству и привилегованим слојевима друштва. С друге стране, иранску кинематографију тог доба карактерисало је одсуство правца и става. Изузев Абдолхосеина Сепанте чији су радови захваљујући његовој културолошкој позадини имали елементе старе персијске књижевности, већина тадашњих филмских стваралаца производила је филмове који су представљали циљано невеште адаптације страних филмова.
Након 1943. године филмска индустрија Ирана лагано креће у експанзију захваљујући оснивању неколико филмских компанија од стране неколицине инвеститора, као и захваљујући постепеном отварању биоскопа према широким народним масама.
Данашња иранска кинематографија за свој развој пуно дугује двојици ентузијаста, Есмаилу Кушану и Фароху Гафарију. Есмаил Кушан, који је студирао режију у Немачкој, први је почео са синхронизацијом страних филмова на персијски језик. Потом је основао филмску компанију „Митрафилм“, која је 1948. године продуцирала први ирански звучни филм произведен у Ирану „Олуја живота“ („Туфан-е зендеги“). С друге стране, Фарох Гафари је 1949. године основао Национално иранско филмско друштво у оквиру музеја „Иран бастан“ (Музеј древног Ирана), као и прву недељу филма током које су приказивани филмови енглеске производње. Тиме је поставио темеље алтернативним и некомерцијалним филмовима у Ирану.

### Пре-револуционарна кинематографија од 1950. до 1979. године
На жалост, развој кинематографије и популаризација филма резултирала је све већим интересом за профит од стране инвеститора. Поред тога, политичка ситуација након државног удара 19. августа 1953. године и ограничавање извесних слобода довели су до тога да један од најважнијих елемената културног развоја Ирана, његова кинематографија, током 50-их година буде суочена са масовном продукцијом филмова слабог квалитета којом се удовољава укусу публике.
Шездесете године 20. века пак, представљале су значајну декаду за иранску кинематографију. Почетком декаде годишње се снимало у просеку 25 комерцијалних филмова, да би поткрај декаде тај број достигао 65. Продукција се углавном фокусирала на мелодраме и трилере.
Филм који је значајно покренуо економију иранске кинематографије и зачео нови жанр био је филм „Крезово благо“ („Ганђ-е Карун“) из 1965. године у режији Сиамака Јасамија. Четири године касније Масуд Кимијаи режирао је филм „Кајзер“ који је дочаравао морал и етику романтично представљене сиромашне радничке класе из „Крезовог блага“. Овим филмом Кимиаи је створио нови жанр у иранској популарној кинематографији: трагичну акциону драму.
Након „Кајзера“ следио је филм „Крава“ Даријуша Мехрђуија из 1969. године, а са ова два филма алтернативни филм обезбедио је себи статус у иранској филмској индустрији.
До 1970. године иранска кинематографија зашла је већ у своје доба зрелости. Факултет драмских уметности основан 1963. године давао је своје прве дипломце. Настале су бројне прогресивне филмске кооперације и удружења, а у земљи је већ постојало неколико редовних филмских фестивала. У периоду између 1950. и 1965. године у Ирану су произведена 324 филма. До 1965. године Техеран је бројао 72 биоскопа, а у осталим иранским покрајинама било их је укупно 192.
Године 1965. Ебрахим Голестан режирао је запажени филм „Цигла и огледало“. Бахрам Бејзаи је 1972. године режирао један од првих филмова иранског „новог таласа“ – филм „Пљусак“ („Рагбар“). Ту је био и Сохраб Шахид Салес, аутор и режисер који је у свој филм „Мртва природа“ из 1975. уткао сопствени јединствени и оригинални стил. А Абас Кијаростами 1978. године режирао је филм „Извештај“ („Гозареш“) који је био један од последњих филмова приказаних пре револуције 1979. године.

### Пост-револуционарна кинематографија
Раних 70-их година прошлога века појавила се „Нова иранска кинематографија“ („Синема мотафавет“ – سینما متفاوت). С променом фокуса након револуције известан број филмских стваралаца напустио је Иран, но упркос томе у периоду између 1979. и 1985. године приказано је 100 нових остварења. Захваљујући цензури ирански филм се ослобађа европског и западног утицаја, и филмови престају да приказују садржаје који нису прикладни за одређени узраст или профил гледалаца.
До 1982. године нове филмове је финансирао годишњи Филмски фестивал Фаџр, а од те године Филмска фондација Фараби на себе преузима задатак да уреди и организује филмску индустрију. Следеће године иранска влада почиње да обезбеђује финансијску помоћ, што охрабрује читаву нову генерацију филмских стваралаца да своје идеје преточе у дело. Међу њима је било и доста жена режисера. Ову промену следила је и промена у фокусу интересовања, па се појављују и нове филмске теме: деца која савладавају препреке да би постигла неки циљ, истините приче, лирске приче, криминалистичке драме, истински животни проблеми, документарни филмови, и слично. Пост-револуционарна кинематографија Ирана слављена је и слави се на бројним међународним форумима и фестивалима захваљујући своме специфичном стилу, темама, ауторима, идеји припадности једној нацији, и својој културној позадини.
Стално присуство иранских филмова на престижним међународним фестивалима попут Канског фестивала, Венецијанског фестивала, Берлинског фестивала, привукла је пажњу света на ремек дела иранске кинематографије. Примера ради, 2006. године шест иранских филмова, свих шест различитог стила, представљало је Иран на Берлинском филмском фестивалу. Критичари су се сложили да је то био изузетан моменат у историји иранске кинематографије.

## Филмско образовање
Поред бројних универзитета и факултета на којима се могу стећи знања из области филмске уметности, у Ирану постоји и Иранска омладинска кинематографска асоцијација. То је највећа организација ове врсте у земљи, а својим полазницима нуди седмомесечне и кратке убрзане курсеве филма. Поред тога, ова организација је и организатор Међународног фестивала краткометражног филма.

## Улога жена у иранској кинематографији
У годинама након револуције жене попут Рахшан Бани Етемад, Парвин Дерахшанде, Тахмине Милани, Маниже Хекмат и других проналазе своје место у иранској филмској индустрији. Доласком иранског „Новог таласа“ Иран из године у годину бележи рекордне бројеве дипломаца у области филма. Сваке године више од 20 режисера прави своје дебитантске филмове, а велики број њих су жене. У последње две деценије Иран бележи већи проценат жена филмских режисера него већина западних земаља.

## Професионална удружења иранске филмске индустрије
Највеће професионално, т. ј. еснафско удружење и филмска агенција у Ирану јесте „Кућа кинематографије“ („Хане Синема“ - خانه سینما).

## Међународна достигнућа иранске кинематографије
- Нека од најзначајнијих међународних достигнућа иранске кинематографије су следећа:
- Сребрни медвед за најбољу режију 1974. године на Берлинском филмском фестивалу за филм „Мртва природа“ Сохраба Шахид Салеса
- Награда за најбољи филм на Московском фестивалу краткометражног филма за филм „Путовање“ Бахрама Бејзаија
- Сребрни медвед за најбољи филм 1976. године на Берлинском филмском фестивалу за филм „Камена башта“ Парвиза Кимијаија
- Златни балон за најбољи филм 1985. године на Фестивалу три континента у Нанту у Француској за филм „Тркач“ Амира Надерија
- Златни балон за најбољи филм 1989. године на Фестивалу три континента у Нанту у Француској за филм „Вода, ветар, земља“ Амира Надерија
- Награда Роберто Роселини на Канском филмском фестивалу 1992. године Абасу Кијаростамију за животно дело
- Награда Франсоа Трифо на Канском филмском фестивалу 1992. године Абасу Кијаростамију за животно дело
- Сребрни балон за најбољи филм 1993. године на Фестивалу три континента у Нанту у Француској за филм „Сара“ Даријуша Мехрђуија
- Номинација за Златну палму на Канском филмском фестивалу 1994. године за филм „Кроз стабла маслина“ Абаса Кијаростамија
- Златна камера за најбољи први дугометражни играни филм 1995. године на Канском филмском фестивалу за филм „Бели балон“ Џафара Панахија
- Златни балон за најбољи филм 1996. године на Фестивалу три континента у Нанту у Француској за филм „Истинита прича“ Аболфазла Џалилија
- Номинација за награду Оскар 1996. godine у категорији најбоље фотографије за филм „Евита“ Даријуша Хонђија (en)
- Златни леопард за најбољи филм 1997. године на Филмском фестивалу у Локарну у Швајцарској за филм „Огледало“ Џафара Панахија
- Награда Екуменског жирија Филмског фестивала у Монтреалу 1997. године за филм „Деца неба“ Маџида Маџидија
- Главна награда Филмског фестивала у Токију 1997. године за филм „Путник на југ“ Парвиза Шахбазија
- Номинација филма „Деца неба“ Маџида Маџидија 1998. године за награду Оскар у категорији најбољег филма на страном језику
- Златна плама на Канском филмском фестивалу 1998. године за филм „Укус трешње“ Абаса Кијаростамија
- Златни лав на Венецијанском филмском фестивалу 2000. године за филм „Круг“ Џафара Панахија
- Златна камера на Канском филмском фестивалу 2000. године за филм „Време за пијане коње“ Бахмана Гобадија
- Награда критике на Лондонском филмском фестивалу 2002. године за филм „Ја сам Таране, 15 ми је година“ Расула Садрамелија
- Кристални медвед на Берлинском филмском фестивалу 2005. године за филм „И корњаче лете“ Бахмана Гобадија
- Сребрни медвед на Берлинском филмском фестивалу 2008. године за филм „Све о Ели“ Асгара Фархадија
- Златни медвед на Берлинском филмском фестивалу 2011. године за филм „Развод Надера и Симин“ Асгара Фархадија
- Специјална награда Златни глобус за страни филм 2011. године за филм „Развод Надера и Симин“ Асгара Фархадија
- Награда Сателит Међународне новинарске асоцијације 2011. године за филм „Развод Надера и Симин“ Асгара Фархадија
- Награда за најбољи филм на Сиднејском филмском фестивалу 2011. године; најбољи филм по мишљењу публике на фестивалу у Ванкуверу; награда Удружења њујоршких филмских критичара; најбољи филм ван енглеског говорног подручја Националног одбора за рецензију филмова за филм „Развод Надера и Симин“ Асгара Фархадија
- Оскар за најбољи филм на страном језику 2012. године за филм „Развод Надера и Симин“ Асгара Фархадија
- Награда Цезар Француске Академије за филмску уметност и технику за најбољи филм на страном језику 2012. године за филм „Развод Надера и Симин“ Асгара Фархадија
- Награда Бодил Данске асоцијације филмских критичара и награда Давид ди Донатело Италијанске филмске академије за најбољи филм на страном језику 2012. године за филм „Развод Надера и Симин“ Асгара Фархадија
- Награда 24. Филмског фестивала у Чикагу 2013. године за филм „Ведар дан“ Хосеина Шахабија
- Златни фазан Међународног филмског фестивала у Керали у Индији 2013. године за филм „Парвиз“ Маџида Барзегара
- Сребрни фазан Међународног филмског фестивала у Керали у Индији 2014. године за филм „Ведар дан“ Хосеина Шахабија
- Златна плама на Канском филмском фестивалу 2016. године за најбољу мушку улогу за Шахаба Хосеинија у филму „Трговачки путник“ Асгара Фархадија
- Златна плама на Канском филмском фестивалу 2016. године за најбољи сценарио за филм „Трговачки путник“ Асгара Фархадија
- Награда за најбољи филм на Минхенском филмском фестивалу 2016. године за филм „Трговачки путник“ Асгара Фархадија
- Награда Америчке националне асоцијације филмских критичара 2016. године за филм „Трговачки путник“ Асгара Фархадија
- Награда за најбољи филм Фестивала иранског филма у Аустралији 2016. године за филм „Трговачки путник“ Асгара Фархадија
- Оскар за најбољи филм на страном језику 2017. године за филм „Трговачки путник“ Асгара Фархадија